# Consistoris de Pius VII

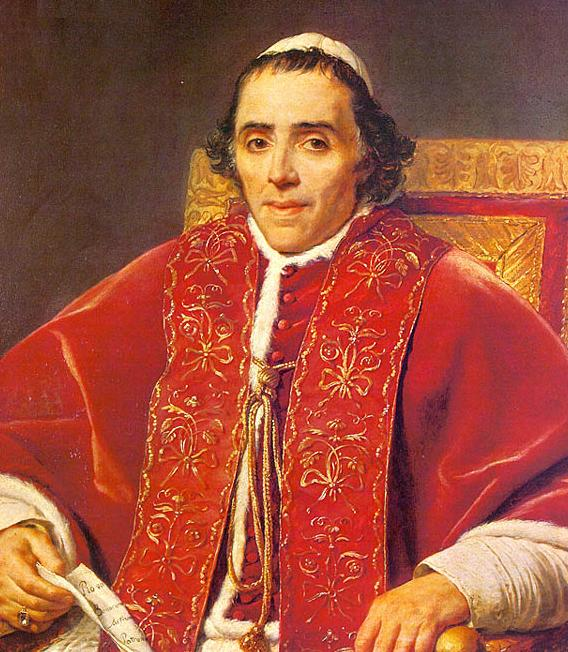
El Papa Pius VII

Aquest article recull l'elenc complert dels consistoris per la creació de nous cardenals presidits pel Papa Pius VII, amb la indicació de tots els cardenals creats (99 nous cardenals en 19 consistoris). Els nomes estan posats en orde de creació.

## 11 d'agost de 1800 (I)
- Diego Innico Caracciolo de Martina, clergue de la Cambra Apostòlica; creat cardenal prevere de Sant'Agostino i mort el 24 de gener de 1820;
- Ercole Consalvi, Secretari d'Estat; creat cardenal diaca de Sant'Agata de' Goti i mort el 24 de gener de 1824;

## 20 d'octubre de 1800 (II)
- Luis Maria de Borbon y Vallabriga, arquebisbe de Sevilla; creat cardenal prevere de Santa Maria della Scala (pro illa vice); mort el 19 de març de 1823;

## 23 de febrer de 1801 (III)
- Giuseppe Firrao, junior, arquebisbe titular de Petra, secretari de la S.C. dels Bisbes i dels Regulars; creat cardenal prevere de Sant’Eusebio i mort el 24 de gener de 1830;
- Ferdinando Maria Saluzzo, arquebisbe titular de Cartago, funcionari de la Cúria Romana; creat cardenal prevere de Santa Maria del Popolo; mort el 3 de novembre de 1816;
- Luigi Ruffo Scilla, arquebisbe titular d'Apamea de Bitinia, nunci apostòlic a Àustria; creat cardenal prevere de Santi Silvestro e Martino ai Monti i mort el 17 de novembre de 1832;
- Bartolomeo Pacca, arquebisbe titular de Damiata, nunci apostòlic a Portugal; creat cardenal prevere de San Silvestro in Capite i mort el 19 d'abril de 1844;
- Cesare Brancadoro, arquebisbe-bisbe d'Orvieto; creat cardenal prevere de San Girolamo degli Schiavoni i mort el 12 de setembre de 1837;
- Giovanni Filippo Gallarati Scotti, arquebisbe titular de Side i prefecte del Sacre Palau Apostòlic; creat cardenal prevere dels Santi Bonifacio e Alessio; mort el 6 d'octubre de 1819;
- Filippo Casoni, arquebisbe titular de Perge, nunci apostòlic a Espanya; creat cardenal prevere de Santa Maria degli Angeli i mort el 9 d'octubre de 1811;
- Girolamo della Porta, secretari de la S.C. del Bon govern; creat cardenal prevere de Santa Maria in Via i mort el 5 de setembre de 1812;
- Giulio Gabrielli, junior, secretari de la S.C. del Concili; creat cardenal prevere de San Tommaso in Parione i mort el 22 de setembre de 1822;
- Francesco Mantica, secretari de la C. per a les Vies i le Aigües; creat cardenal prevere de Santa Prisca, mort el 13 d'abril de 1802;
- Valentino Mastrozzi, secretari de la C. per l'Annona; creat cardenal prevere de San Lorenzo in Panisperna i mort el 13 de maig de 1809;
- Giuseppe Albani, pronebot del Papa Climent XI, clergue de la Cambra Apostòlica; creat cardenal diaca de San Cesareo in Palatio i mort el 3 dicembre 1834;
- Marino Carafa di Belvedere, clergue de la Cambra Apostòlica; creat cardenal diaca de San Nicola in Carcere; renuncià al cardenalat per motius matrimonials el 1807; mort el 1830.

Onze cardenals reservats in pectore:
- Antonio Felice Chigi-Zondadari, arquebisbe de Siena; creat cardenal prevere de Santa Balbina (publicat el 28 de setembre de 1801) mort el 13 d'abril de 1823;
- Lorenzo Litta, arquebisbe titular de Tebe i nunci apostòlic emèrit a Rússia; creat cardenal prevere de Santa Pudenziana (publicat el 28 de setembre de 1801) mort l'1 de maig de 1820;
- Michelangelo Luchi, O.S.B., predicador apostòlic; creat cardenal prevere de Santa Maria della Vittoria (publicat el 28 de setembre de 1801) mort el 29 de setembre de 1802;
- Carlo Crivelli, arquebisbe titular de Patrasso, governador de Roma; creat cardenal prevere de Santa Susanna (publicat el 29 de març de 1802); mort el 19 de gener de 1818;
- Giuseppe Maria Spina, arquebisbe titular de Corint, legat pontifici a França; cardenal prevere de Sant'Agnese fuori le mura (publicat el 29 de març de 1802) mort el 13 de novembre de 1828;
- Michele de Pietro, patriarca de Llatí de Jerusalem, bisbe assistent al Soli Pontifici; cardenal prevere de Santa Maria in Via (publicat el 9 d'agost de 1802) mort el 2 de juliol de 1821;
- Carlo Francesco Maria Caselli, O.S.M., arquebisbe titular de Side, legat pontifici a França; cardenal prevere de San Marcello (publicat el 9 d'agost de 1802) i mort el 20 d'abril de 1828;
- Alphonse-Hubert de Latier de Bayane, degà de la Sacra Rota Romana; creat cardenal diaca de Sant’Angelo in Pescheria (publicat el 9 d'agost de 1802) mort el 27 de juliol de 1818;
- Francesco Maria Locatelli, bisbe de Spoleto; creat cardenal prevere de Santa Maria in Ara Coeli (publicat el 17 de gener de 1803) mort el 13 de febrer de 1811;
- Giovanni Castiglione, auditor general davant la Cambra Apostòlica; creat cardenal diaca de Santa Maria in Domnica (publicat el 17 de gener de 1803) mort el 9 de gener de 1815;
- Charles Erskine of Kellie, legat pontifici a Anglaterra; creat cardenal diaca de Santa Maria in Portico Campitelli (publicat el 17 de gener de 1803) mort el 20 de març de 1811.

## 9 d'agost de 1802 (IV)
A més de la publicació de dos cardenals reservats in pectore al consistori del 1801, es van crear:
- Domenico Pignatelli de Belmonte, C.R., arquebisbe de Palerm; creat cardenal prevere; mort el 5 de febrer de 1803, abans de poder anar a Roma per rebre el títol

## 17 de gener de 1803 (V)
A més de la publicació de tres noms de cardenals reservats in pectore al consistori del 1801, es van crear:
- Jean-de-Dieu-Raymond de Boisgelin de Cucè, arquebisbe de Tours; creat cardenal prevere; mort el 22 d'agost de 1804, sense ser mai cridat a Roma per rebre el títol;
- Antonín Theodor Colloredo von Waldsee und Mels, príncep-arquebisbe d'Olomouc; creat cardenal prevere; mort el 12 de setembre de 1811, mai no va ser cridat a Roma per rebre el títol;
- Pietro Antonio Zorzi, C.R.S., arquebisbe d'Udine; creat cardenal prevere; mort el 17 de desembre de 1803, mai no va ser cridat a Roma per rebre el títol;
- Diego Gregorio Cadello, arquebisbe de Càller; creat cardenal prevere; mort el 5 de juliol de 1807, mai no va ser cridat a Roma per rebre el títol;
- Jean-Baptiste de Belloy-Morangle, arquebisbe de París; creat cardenal prevere de San Giovanni a Porta Latina (títol rebut el febrer de 1805); mort el 10 de juny de 1808;
- Etienne-Hubert de Cambacérès, arquebisbe de Rouen; creat cardenal prevere de Santo Stefano al Monte Celio (títol rebut el febrer de 1805); mort el 25 d'octubre de 1818;
- Joseph Fesch, arquebisbe de Lió; creat cardenal prevere de Santa Maria della Vittoria; mort el 13 de maig de 1839.

## 16 de maig de 1803 (VI)
- Miguel Carlos José de Noronha e Abranches, arxidiaca de la catedral de Lisboa; cardenal prevere; mort el 6 de setembre de 1803, mai no va ser cridat a Roma per rebre el títol;

Un cardenal riservato "in pectore":
- Luigi Gazzoli, uditore generale presso la Cambra Apostòlica; creat cardenal diaca de Sant’Adriano al Foro (pubblicato al consistori dell'11 de juliol de 1803); mort el 23 de juny de 1809.

## 11 de juliol de 1803 (VII)
A més de la publicació del cardenal Luigi Gazzoli, es van crear:
- Antonio Despuig y Dameto, patriarca titular de Antioquia dels Llatins, arquebisbe emèrit de Sevilla; creat cardenal prevere de San Callisto i mort el 2 de maig de 1813;
- Pietro Francesco Galleffi, protonotari apostòlic; creat cardenal prevere de San Bartolomeo all'Isola i mort el 18 de juny de 1837.

## 26 de març de 1804 (VIII)
- Carlo Oppizzoni, arquebisbe de Bolonya; creat cardenal prevere de San Bernardo alle Terme; mort el 13 d'abril de 1855.

## 24 d'agost de 1807 (IX)
Un cardenal nominato in pectore:
- Francesco Guidobono Cavalchini, governador de Roma i vice-camarlenc de la Santa Església Romana; creat cardenal diaca de Santa Maria in Aquiro (publicat el 6 d'abril de 1818) mort el 5 de desembre de 1828.

## 8 de març de 1816 (X)
- Annibale Francesco Clemente Melchiore Girolamo Nicola della Genga, arquebisbe-bisbe de Senigallia; creat cardenal prevere de Santa Maria in Trastevere; posteriorment elegit papa Lleó XII el 28 de setembre de 1823; mort el 10 de febrer de 1829;
- Pietro Gravina, arquebisbe titular de Nicea, nunci apostòlic in Espanya; creat cardenal prevere de San Lorenzo in Panisperna (títol rebut el novembre de 1817) mort el 6 de desembre de 1830;
- Domenico Spinucci, arquebisbe de Benevent, creat cardenal prevere de San Callisto; mort el 21 de desembre de 1823;
- Lorenzo Caleppi, arquebisbe titular de Nisibi i nunci apostòlic a Portugal; creat cardenal prevere; mort el 10 de gener de 1817, mai no va ser cridat a Roma per rebre el títol;
- Antonio Gabriele Severoli, arquebisbe-bisbe de Viterbo, nunci apostòlic a Àustria; creat cardenal prevere de Santa Maria della Pace i mort el 8 de setembre de 1824;
- Giuseppe Morozzo Della Rocca, arquebisbe titular de Tebe, secretari de la S.C. dels Bisbes i dels Regulars; creat cardenal prevere de Santa Maria degli Angeli; mort el 2 de març de 1842;
- Tommaso Arezzo, arquebisbe titular de Seleucia d'Isauria, pro-commisari del Sant Ofici; creat cardenal prevere de San Pietro in Vincoli i mort el 3 de febrer de 1833;
- Francesco Saverio Maria Felice Castiglioni, bisbe de Cesena; cardenal prevere de Santa Maria in Traspontina; posteriorment elegit papa Pius VIII el 31 de març de 1829; mort el 30 de novembre de 1830;
- Carlo Andrea Pelagallo, bisbe d'Osimo i Cingoli; creat cardenal prevere dei Santi Nereo i Achilleo; mort el 6 de setembre de 1822;
- Benedetto Naro, governador de Castel Gandolfo; creat cardenal prevere de San Clemente i mort el 6 d'octubre de 1832;
- Francisco Antonio Javier de Gardoqui Arriquíbar, conseller de Carles IV, rei d'Espanya; creat cardenal prevere de Sant’Anastasia i mort el 27 de gener de 1820;
- Dionisio Bardaxí y Azara, auditor de la Sacra Rota Romana per l'Aragó; creat cardenal prevere dels Santi XII Apostoli i mort el 3 de desembre de 1826;
- Antonio Lamberto Rusconi, bisbe d'Imola; creat cardenal prevere de Santi Giovanni e Paolo; mort l'1 d'agost de 1825;
- Emmanuele De Gregorio, arximandrita del SS. Salvatore, secretari de la S.C. del Concili; creat cardenal prevere dei Santi Bonifacio i Alessio, mort el 7 de novembre de 1839;
- Giovanni Battista Zauli, secretari de la Cambra Apostòlica; creat cardenal prevere de Sant’Onofrio i mort el 21 de juliol de 1819;
- Nicola Riganti, bisbe d'Ancona i Numana, secretari de la S.C. Concistorial; creat cardenal prevere de Santi Marcellino i Pietro; mort el 31 d'agost de 1822;
- Alessandro Malvasia, protonotari apostòlic, assessor del Sant Ofici; creat cardenal prevere de Santa Croce in Gerusalemme i mort el 12 de setembre de 1819;
- Francesco Fontana, B., general del seu Orde; creat cardenal prevere de Santa Maria sopra Minerva i mort el 19 de març de 1822;
- Giovanni Caccia Piatti, clergue de la Cambra Apostòlica; creat cardenal diaca de Santi Cosma i Damiano; mort el 15 de setembre de 1833;
- Alessandro Lante Montefeltro Della Rovere, clergue de la Cambra Apostòlica; creat cardenal diaca de Sant'Eustachio i mort el 14 de juliol de 1818;
- Pietro Vidoni, junior, clergue de la Cambra Apostòlica; creat cardenal diaca de San Nicola in Carcere i mort el 10 d'agost de 1830.

Deu cardenals reservats "in pectore":
- Camillo de Simeoni, bisbe de Nepi i Sutri; creat cardenal prevere de San Giovanni a Porta Latina (publicat el 22 de juliol de 1816) mort el 31 de desembre de 1817;
- Giovanni Battista Quarantotti, secretari de la S.C. de Propaganda Fide; creat cardenal prevere de Santa Maria in Ara Coeli (publicat el 22 de juliol de 1816) mort el 15 de setembre de 1820;
- Giorgio Doria Pamphilj Landi, secretari de la S.C. dels Ritus; creat cardenal prevere de Santa Maria in Via (publicat el 22 de juliol de 1816) mort el 16 de novembre de 1837;
- Luigi Ercolani della Rocca, tresorer general de la Cambra Apostòlica; creat cardenal diaca de San Marco (publicat el 22 de juliol de 1816); mort el 10 de desembre de 1825;
- Stanislao Sanseverino, pro-governador de Roma; creat cardenal diaca de Santa Maria in Portico Campitelli (publicat el 22 de juliol de 1816) mort l'11 de maig de 1826;
- Pedro Benito Antonio Quevedo y Quintano, bisbe d'Ourense; creat cardenal prevere (publicat el 23 de setembre de 1816) mort el 28 de març de 1818, mai no va ser cridat a Roma per rebre el títol;
- Francesco Cesarei Leoni, degà de la Sacra Rota Romana; creat cardenal prevere de Santa Maria del Popolo (publicat el 28 de juliol de 1817); mort el 25 de juliol de 1830;
- Antonio Lante Montefeltro Della Rovere, clergue de la Cambra Apostòlica; creat cardenal prevere de Santi Quirico i Giulitta (publicat el 28 de juliol de 1817); mort el 23 d'octubre de 1817;
- Lorenzo Prospero Bottini, secretari de la S.C. della Consulta; creat cardenal diaca de Sant’Adriano al Foro (publicat l'1 d'octubre de 1817) mort l'11 d'agost de 1818;
- Fabrizio Sceberras Testaferrata, arquebisbe titular de Berito, nunci apostòlic a Suïssa, secretari de la S.C. dels Bisbes i dels Regulars; creat cardenal prevere de Santa Pudenziana (publicat el 6 d'abril de 1818) mort el 3 d'agost de 1843.

## 23 de setembre de 1816 (XI)
A més de la publicació del cardenal Pedro Benito Antonio Quevedo y Quintano, es van crear:
- Francisco Antonio Cebrián Valdá, Patriarca de les Índies Occidentals; creat cardenal prevere; mort el 10 de febrer de 1820, mai no va ser cridat a Roma per rebre el títol
- Maria-Thaddeus von Trauttmansdorf Wiensberg, príncep-arquebisbe d'Olomouc; cardenal prevere; mort el 20 de gener de 1819, mai no va ser cridat a Roma per rebre el títol
- Franz Xaver von Salm-Reifferscheidt-Krautheim, príncep-bisbe de Gurk; creat cardenal prevere; mort el 19 d'abril de 1822, mai no va ser cridat a Roma per rebre el títol
- Paolo Giuseppe Solaro, bisbe emèrit d'Aosta; creat cardenal prevere de San Pietro in Vincoli; mort el 9 de setembre de 1824.

## 28 de juliol de 1817 (XII)
A més de la publicació dels cardenals Francesco Cesarei Leoni i Antonio Lante Montefeltro Della Rovere, es van crear:
- Alexandre-Angélique Talleyrand de Périgord, arquebisbe emèrit de Reims; creat cardenal prevere; mort el 20 d'octubre de 1821, mai no va ser cridat a Roma per rebre el títol
- César-Guillaume de la Luzerne, bisbe emèrit de Langres; creat cardenal prevere; mort el 21 de juny de 1821, mai no va ser cridat a Roma per rebre el títol
- Louis-François de Bausset-Roquefort, bisbe emèrit de Alès; creat cardenal prevere; mort el 21 de juny de 1824, mai no va ser cridat a Roma per rebre el títol

## 1 d'octubre de 1817 (XIII)
A més de la publicació del cardenal Lorenzo Prospero Bottini, fou creat el següent cardenal:
- Agostino Rivarola, prefecte del Sacre Palau Apostòlic, governador de Castel Gandolfo; creat cardenal diaca de Sant’Agata de’ Goti i mort el 7 de novembre de 1842.

## 6 d'abril de 1818 (XIV)
A més de la publicació del cardenal Francesco Guidobono Cavalchini i Fabrizio Sceberras Testaferrata, fou creat el següent cardenal:
- Kasimir Johann Baptist von Häffelin, arquebisbe titular de Chersoneso de Creta, ambaixador del Rei de Baviera davant la Santa Seu; creat cardenal prevere de Santa Sabina; mort el 27 d'agost de 1827.

## 4 de juny de 1819 (XV)
- Rodolfo Giovanni Giuseppe Ranieri d'Asburgo-Lorena, príncep-arquebisbe d'Olomouc; creat cardenal prevere de San Pietro in Montorio i mort el 24 de juliol de 1831.

## 27 de setembre de 1819 (XVI)
- Carlos da Cunha i Menezes, patriarca de Lisboa; creat cardenal prevere; mort el 14 de desembre de 1825 mai no va ser cridat a Roma per rebre el títol;
- Cesare Guerrieri Gonzaga, tresorer general de la Cambra Apostòlica; creat cardenal diaca de Sant'Adriano al Foro, mort el 5 de febrer de 1832.

## 2 de desembre de 1822 (XVII)
- Anne-Antoine-Jules de Clermont-Tonnerre, arquebisbe de Tolosa; creat cardenal prevere de la Santissima Trinità al Monte Pincio; mort el 21 de febrer de 1830.

## 10 de març de 1823 (XVIII)
- Francesco Bertazzoli, arquebisbe titular d'Edessa d'Osroene, secretari de la S.C. pels Estudis; creat cardenal bisbe de Palestrina; mort el 7 d'abril de 1830;
- Giovanni Francesco Falzacappa, arquebisbe d'Ancona i Numana, secretari de la S.C. del Concili; creat cardenal prevere de Santi Nereo e Achilleo; mort el 18 de novembre de 1840;
- Antonio Pallotta, auditor general de la Cambra Apostòlica; creat cardenal prevere de San Silvestro in Capite; mort el 19 de juliol de 1834;
- Francesco Serlupi-Crescenzi, degà de la Sacra Rota Romana; creat cardenal prevere de Santa Prassede; mort el 6 de febrer de 1828;
- Carlo Maria Pedicini, secretari de la S.C. de Propaganda Fide; creat cardenal prevere de Santa Maria in Via; mort el 19 de novembre de 1943;
- Luigi Pandolfi, secretari de la Sacra Consulta; creat cardenal prevere de Santa Sabina; mort el 2 de febrer de 1824;
- Fabrizio Turriozzi, consultor del Sant Ofici; creat cardenal prevere de Santa Maria in Ara Coeli; mort el 9 de novembre de 1826;
- Ercole Dandini, bisbe d'Osimo i Cingoli; creat cardenal prevere de Santa Balbina i mort el 22 de juliol de 1840;
- Carlo Odescalchi, arquebisbe de Ferrara; creat cardenal prevere dei Santi XII Apostoli; mort el 17 d'agost de 1841;
- Antonio Maria Frosini, prefecte del Sacre Palau Apostòlic, governador de Castel Gandolfo; creat cardenal diaca de Santa Maria in Cosmedin; mort el giorno 8 de juliol de 1834;
- Tommaso Riario Sforza, clergue de la Cambra Apostòlica; creat cardenal diaca de San Giorgio in Velabro i mort el 14 de març de 1857;
- Viviano Orfini, clergue de la Cambra Apostòlica; creat cardenal diaca; mort el 8 de maig de 1823, abans de rebre la diaconia de Sant'Angelo in Pescheria que se li havia destinat.

Un cardenal riservato "in pectore":
- Giacinto Placido Zurla, O.S.B.Cam., abat general del seu Orde; creat cardenal prevere de Santa Croce in Gerusalemme (publicat el 16 de maig de 1823) mort el 29 d'octubre de 1834.

## 16 de maig de 1823 (XIX)
A més de la publicació del cardenal Giacinto Placido Zurla, fou creat el següent cardenal:
- Anne-Louis-Henri de La Fare, arquebisbe de Sens; creat cardenal prevere de Santa Maria in Traspontina; mort el 10 de desembre de 1829.